# Зенон Яскула
Зенон Яскула (пол. Zenon Jaskuła, 4 червня 1962) — польський велогонщик.
Срібний призер Олімпійських Ігор 1988 року в командній шосейній гонці.